# Bur Bulet
Bur Bulet är ett berg i Indonesien.   Det ligger i provinsen Aceh, i den västra delen av landet, 1 600 km nordväst om huvudstaden Jakarta. Toppen på Bur Bulet är 1 785 meter över havet.
Terrängen runt Bur Bulet är huvudsakligen kuperad. Runt Bur Bulet är det mycket glesbefolkat, med 5 invånare per kvadratkilometer. I omgivningarna runt Bur Bulet växer i huvudsak städsegrön lövskog.